# Turning Point 2004
Turning Point 2004 è stata la prima edizione del pay-per-view prodotto dalla Total Nonstop Action Wrestling (TNA). L'evento ha avuto luogo il 5 dicembre 2004 presso l'Impact Zone di Orlando in Florida.

## Risultati
| # | Match | Stipulazioni                                                        | Durata     |
| - | --- | ------------------------------------------------------------------- | ---------- |
| 1 | The naturals (Andy Douglas e Chase Stevens) sconfiggono Mikey Batts e Jerrelle Clark                                              | Tag team match                                                      | Dark match |
| 2 | Team Canada (Eric Young e Bobby Roode) (con Coach D'Amore) hanno sconfitto 3Live Kru (B.G. James e Ron Killings) (c) (con Konnan) | Tag team match per il titolo NWA World Tag Team Championship        | 08:30      |
| 3 | Sonny Siaki, Héctor Garza e Sonjay Dutt hanno sconfitto Kid Kash, Michael Shane e Kazarian (con Traci Brooks)                     | Six-man tag team match                                              | 11:01      |
| 4 | Monty Brown defeated Abyss | Hardcore Serengeti Survival match                                   | 12:17      |
| 5 | Pat Kenney e Johnny B. Badd hanno sconfitto The New York Connection (Johnny Swinger e Glenn Gilberti) (con Stephanie Trinity)     | Tag team match con Jacqueline come arbitro speciale                 | 07:50      |
| 6 | Diamond Dallas Page defeated Raven                                                                                                | Single match                                                        | 12:03      |
| 7 | Petey Williams (c) (con Coach D'Amore) ha sconfitto Chris Sabin                                                                   | Single match per il titolo TNA X Division Championship              | 18:11      |
| 8 | A.J. Styles, Jeff Hardy e Randy Savage hanno sconfitto The Kings of Wrestling (Jeff Jarrett, Kevin Nash e Scott Hall)             | Six-man tag team match                                              | 17:52      |
| 9 | America's Most Wanted (Chris Harris e James Storm) hanno sconfitto Triple X (Christopher Daniels and Elix Skipper)                | Six Sides of Steel match dove il team perdente si doveva sciogliere | 21:01      |
|   | (c) = campione in carica al momento dell'inizio del match                                                                         |                                                                     |            |